# تلمبه نظری
تلمبه نظری یک منطقهٔ مسکونی در ایران است که در دهستان دبیران واقع شده‌است. تلمبه نظری ۱۴ نفر جمعیت دارد.